# فريدريك ثيودور ويبر
فريدريك ثيودور ويبر (بالإنجليزية: Frederick Theodore Weber)‏ هو نقاش ‏ ورسام أمريكي، ولد في 9 مارس 1883 في كولومبيا في الولايات المتحدة، وتوفي في 1956 في نيويورك في الولايات المتحدة.